# Mariä Himmelfahrt (Niederleierndorf)

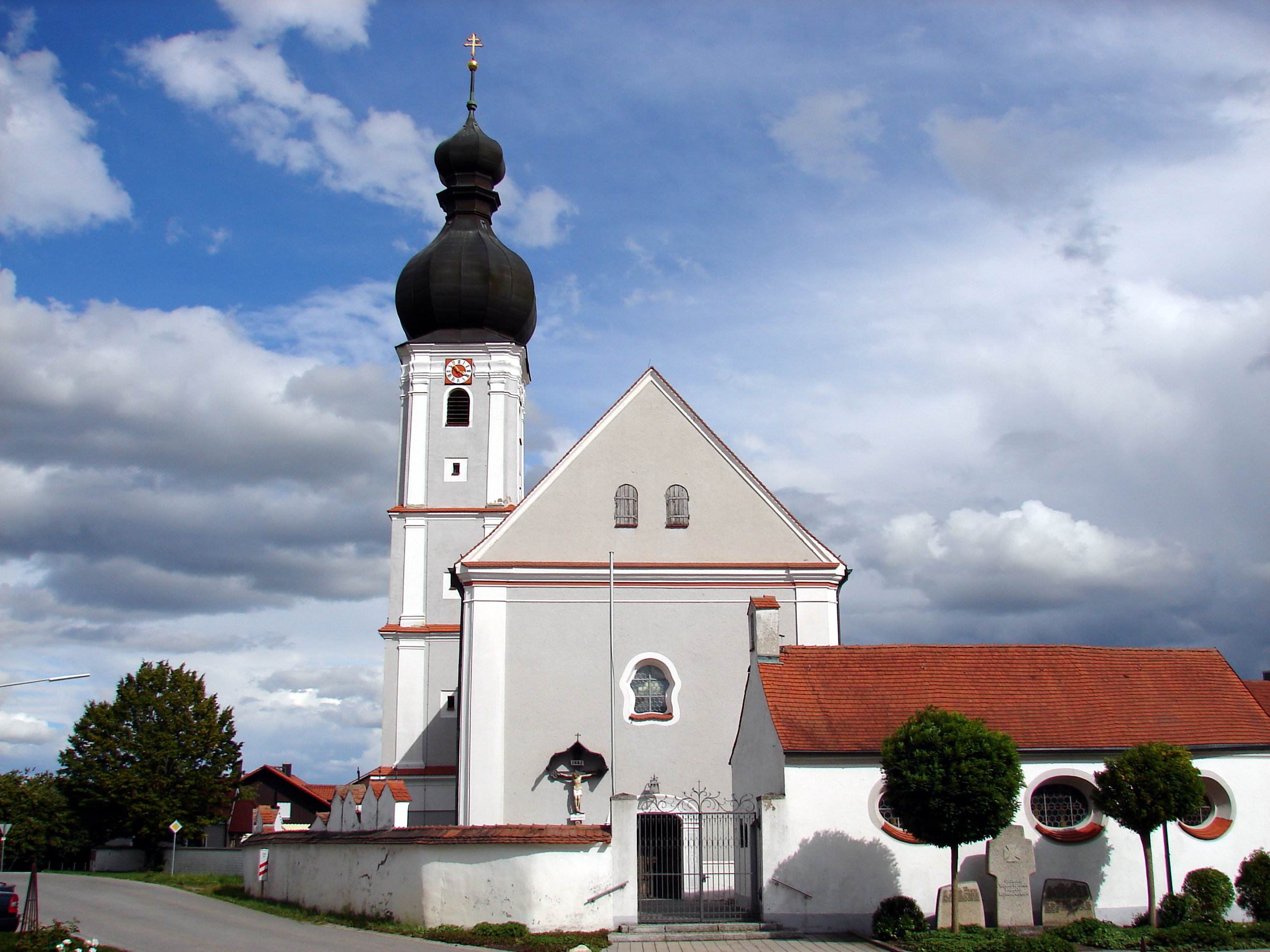
Wallfahrtskirche Mariä Himmelfahrt

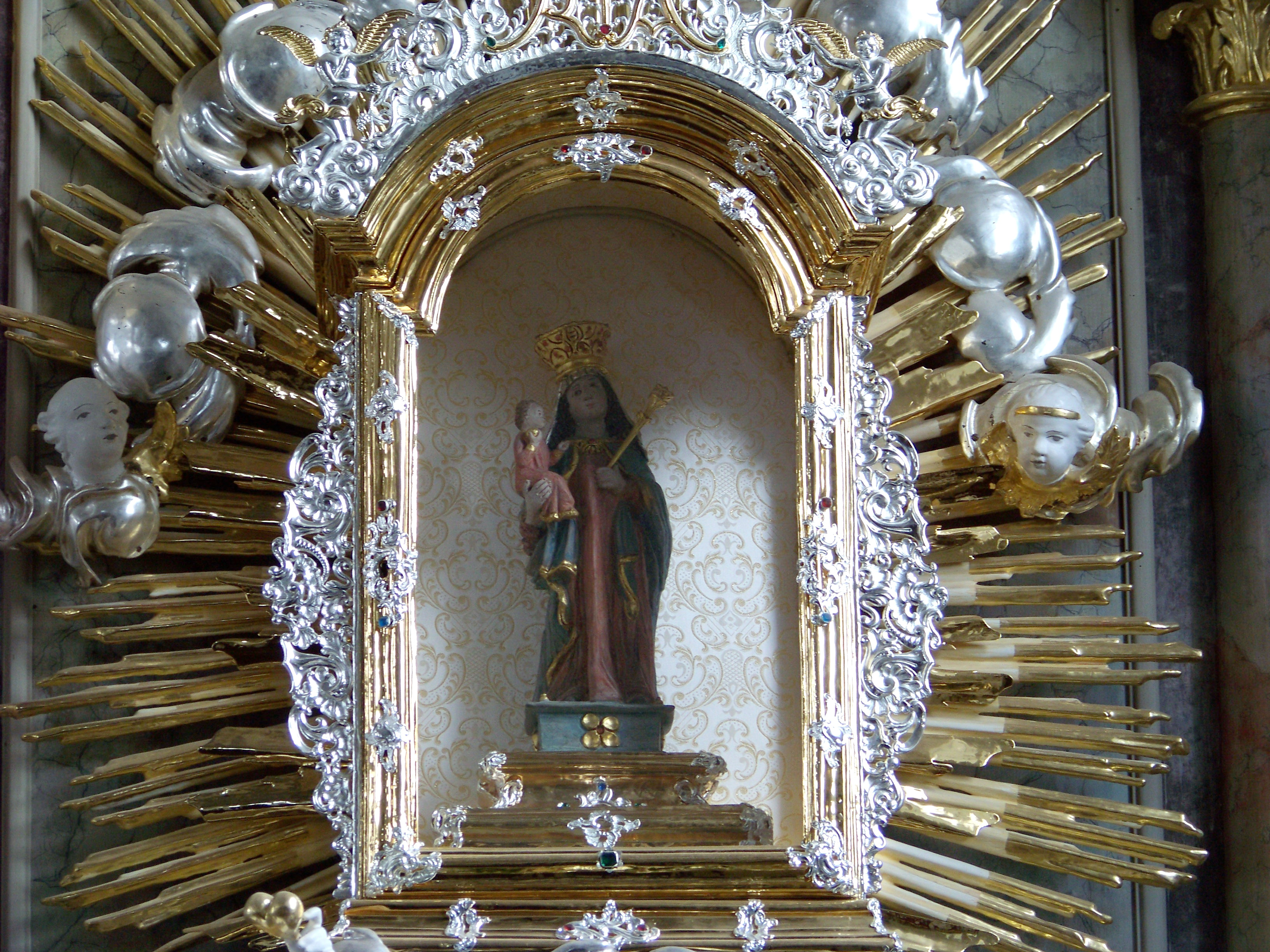
Gnadenbild der Madonna mit Kind am südlichen Seitenaltar

Die katholische Wallfahrtskirche Mariä Himmelfahrt in Niederleierndorf, einem Gemeindeteil der Marktgemeinde Langquaid im niederbayerischen Landkreis Kelheim, ist ein spätbarocker Bau, in dem eine beachtliche Ausstattung im Stil des Rokoko und eine frühklassizistische Ausmalung erhalten sind. Die der Himmelfahrt Mariens geweihte Kirche gehört zu den geschützten Baudenkmälern in Bayern.
Die Wallfahrtskirche ist der Pfarrei St. Michael in Paring im Bistum Regensburg angegliedert und wird von den Augustiner-Chorherren der Propstei Paring betreut.

## Geschichte
Erstmals erwähnt wird der Ort im Jahr 814 anlässlich einer Schenkung an die Pfarrei Laichling. In einer Urkunde aus dem Jahr 1002 unterstellte Kaiser Heinrich II. Niederleierndorf der Reichsabtei Niedermünster in Regensburg, die bis zur Säkularisation im Jahr 1803 die bedeutendste Grundherrschaft im Ort war.
Die Kirche wurde im Jahr 1740 vermutlich von dem Landshuter Hofmaurermeister Johann Georg Hirschstötter (auch Hirschstetter) an der Stelle einer mittelalterlichen Vorgängerkirche, von der noch der Unterbau des Turms erhalten ist, errichtet. Der Anlass für den Neubau der Kirche war die im 18. Jahrhundert aufblühende Marienwallfahrt zu einem in der Kirche verehrten Gnadenbild.

## Architektur

### Außenbau
Der Außenbau wird durch Pilaster und ein kräftiges Kranzgesims gegliedert. Im nördlichen Chorwinkel steht der quadratische, in seinem unteren Teil noch mittelalterliche Turm. Die drei oberen, von einer doppelten Zwiebelhaube bekrönten Geschosse, die mit dem Neubau der Kirche im Jahr 1740 entstanden, sind durch Gesimse voneinander abgesetzt und werden durch Eckpilaster verstärkt. Die Turmkugel und das Doppelkreuz wurden im Jahr 1752 auf die Turmkuppel gesetzt, sie bilden den Abschluss der Bauarbeiten am Turm. Das Kirchenschiff wird von einem Satteldach gedeckt.

### Innenraum

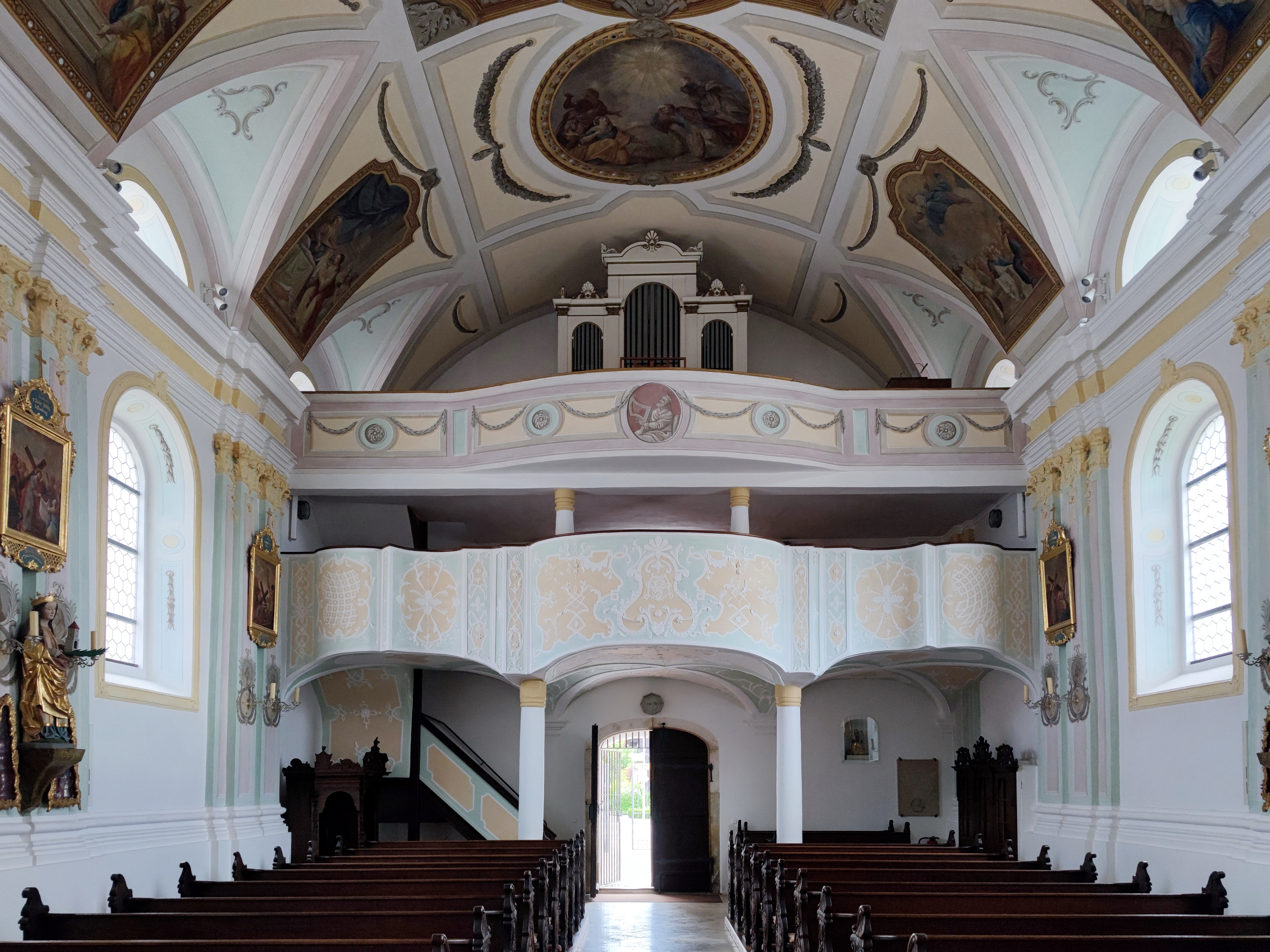
Blick zur Empore

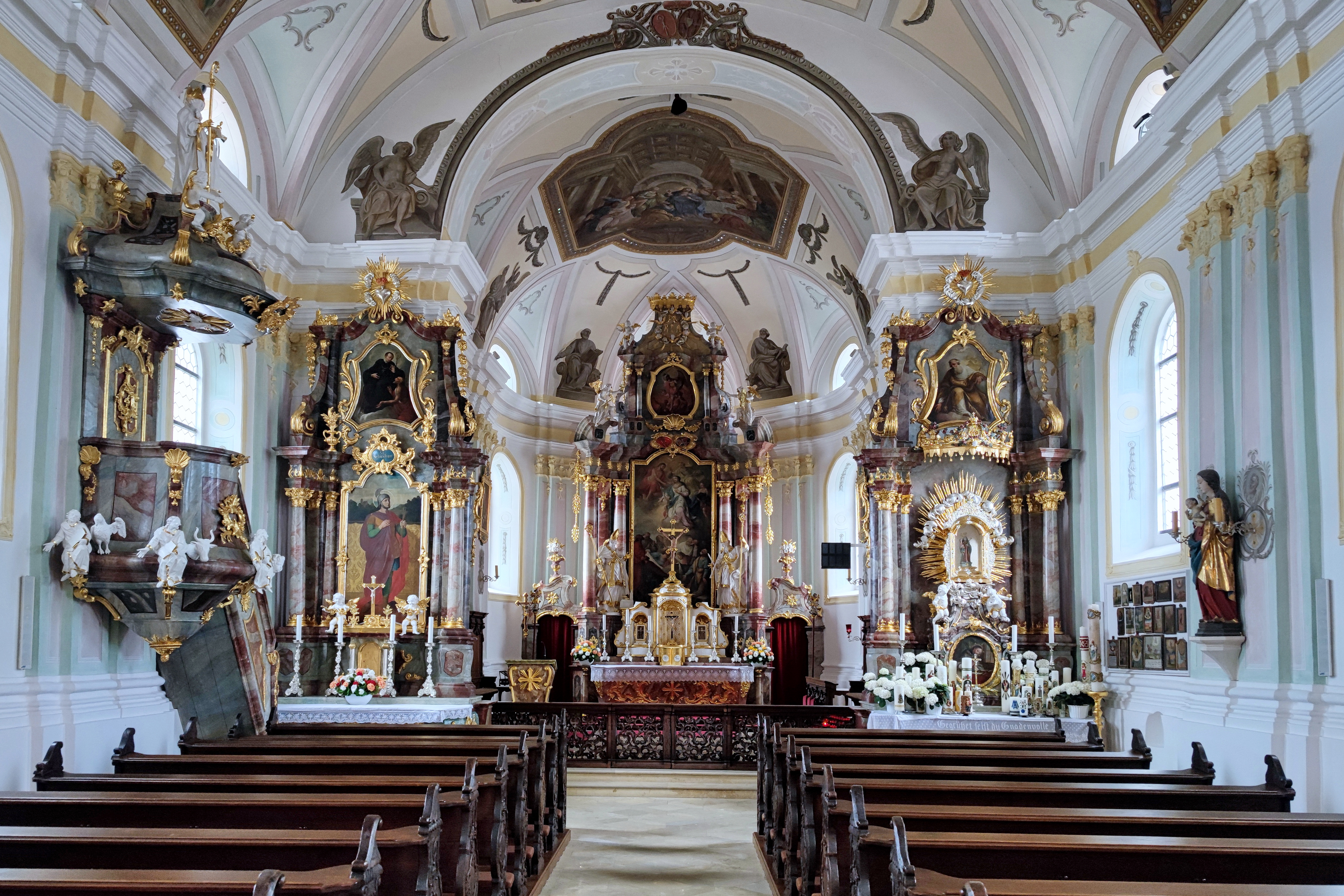
Blick zum Chor

Das einschiffige Langhaus wird von einer flachen Stichkappentonne gedeckt. Der eingezogene Chor ist halbrund geschlossen und weist ein halbrundes, ebenfalls von Stichkappen durchbrochenes Tonnengewölbe auf. Die Wände gliedern verkröpfte Dreifachpilaster mit Stuckkapitellen, über denen ein mehrfach profiliertes Gebälk und ein kräftig vorspringendes Gesims unter dem Gewölbeansatz verläuft. Der Innenraum wird durch große Rundbogenfenster und Lünettenfenster, die in den Stichkappen eingeschnitten sind, beleuchtet.
Den westlichen Abschluss des Langhauses bildet eine Doppelempore mit geschweiften Brüstungen. Die Brüstung der unteren Empore ist mit einem Stuckdekor aus Laub– und Bandelwerk, an den Seiten auch Gitterwerk, im Stil des frühen Rokoko überzogen. Die obere Empore, auf der die Orgel steht, wurde vermutlich erst um 1790 eingebaut. Sie ist mit Medaillons und Girlanden im Stil des Klassizismus verziert. In der Mitte ist König David, der auf der Harfe spielt, dargestellt.

## Deckenmalerei

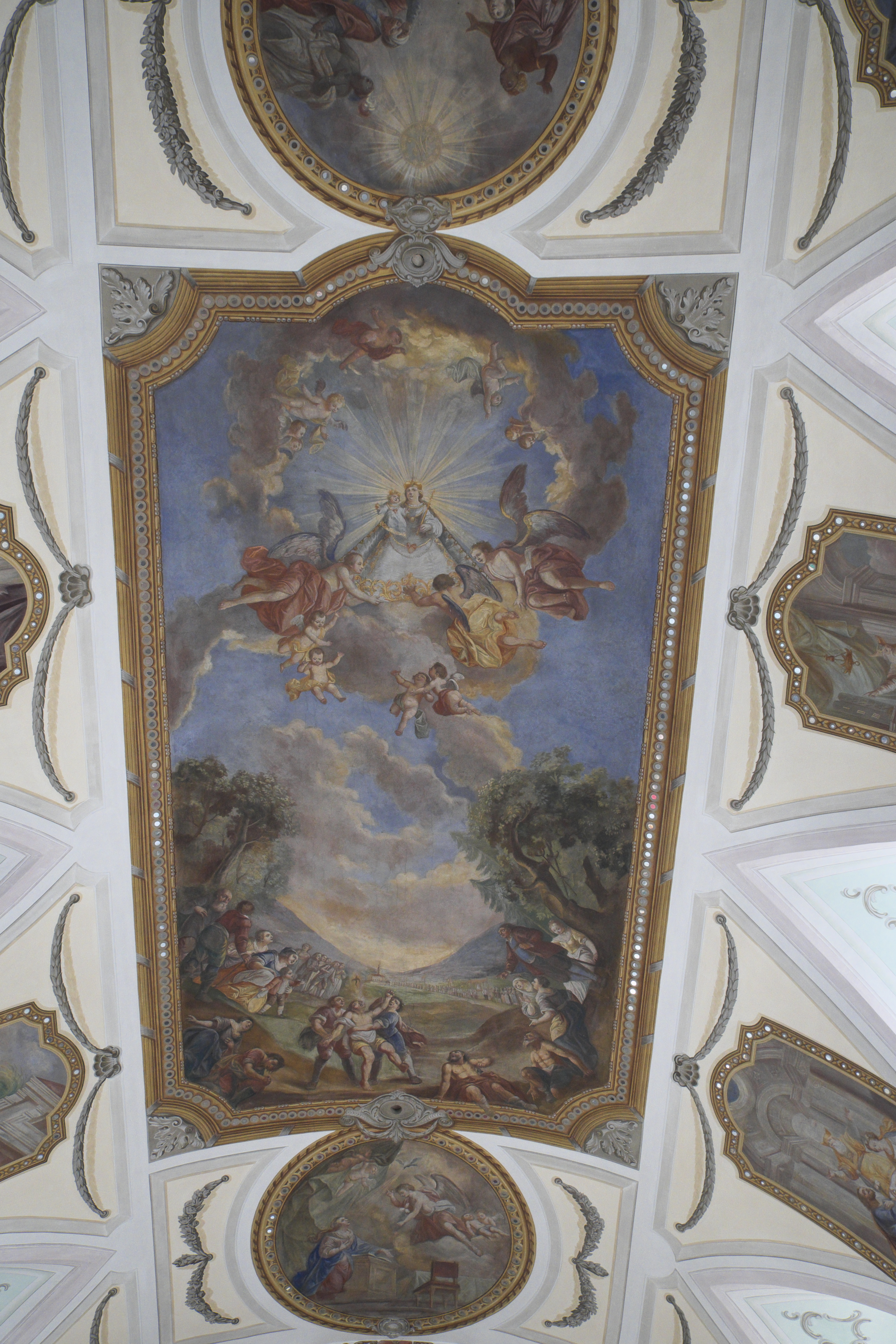
Deckenmalerei im Langhaus

Die Deckenmalereien wurden 1791 von dem aus der Steiermark stammenden Freskenmaler Matthias Schiffer ausgeführt. Die – wie in der Zeit üblich – gemalten und nicht stuckierten Rahmen sind mit kleinen Rundspiegeln besetzt.
Auf dem Deckenbild im Chor ist das letzte Abendmahl dargestellt, eingebettet in eine illusionistische Säulenarchitektur. Die Grisaillebilder in den Zwickeln stellen die vier Evangelisten mit ihren Symbolen dar.
Das große Deckenbild im Langhaus ist der Geschichte des Gnadenbildes gewidmet. Nach der Legende soll die Madonnenfigur während der Reformation in Regensburg als Spielzeug zweckentfremdet worden sein. Ein Kaufmann soll sie nach Niederleierndorf gebracht und dort zunächst an einem Baum zur Verehrung aufgestellt haben. Später wurde die Figur in die Niederleierndorfer Kirche überführt. Auf dem Deckengemälde ist das Gnadenbild in einer Prozession zur Niederleierndorfer Kirche und im Himmel, wo es von Engeln und Putten umringt wird, zu sehen. Östlich und westlich des großen Deckenbildes schließen sich zwei Rundbilder an. Auf dem Rundbild vor dem Chorbogen ist die Verkündigung dargestellt, das Rundbild über der Empore zeigt die Verehrung des Marienmonogramms durch die vier Erdteile.
Auf den Zwickeln zwischen den Stichkappen sind Szenen aus dem Marienleben dargestellt, auf der rechten Seite die Geburt, der Tempelgang und ihre Vermählung mit Josef, auf der linken Seite die Heimsuchung, die Präsentation Jesu im Tempel und die Himmelfahrt Mariens.

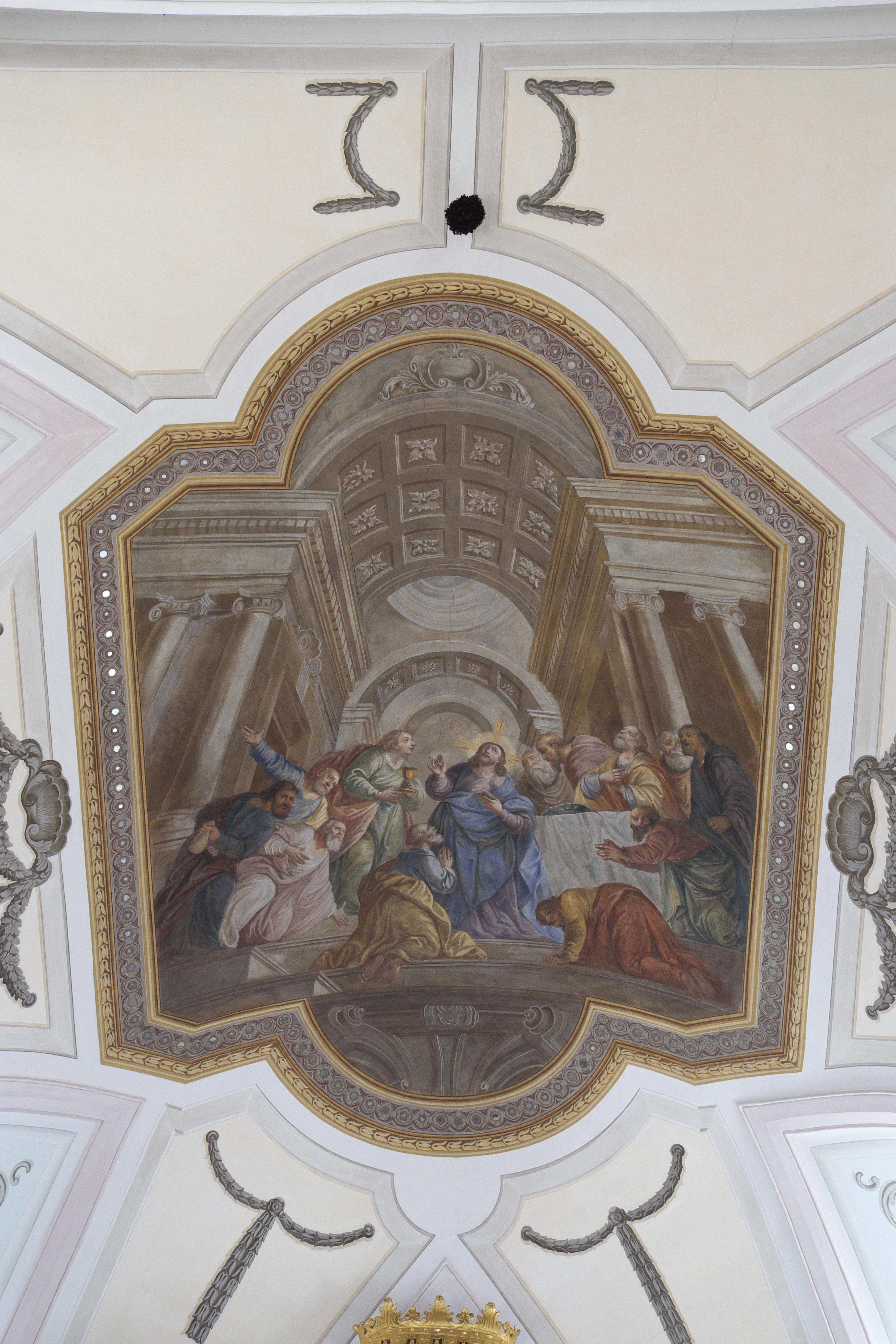
Abendmahl
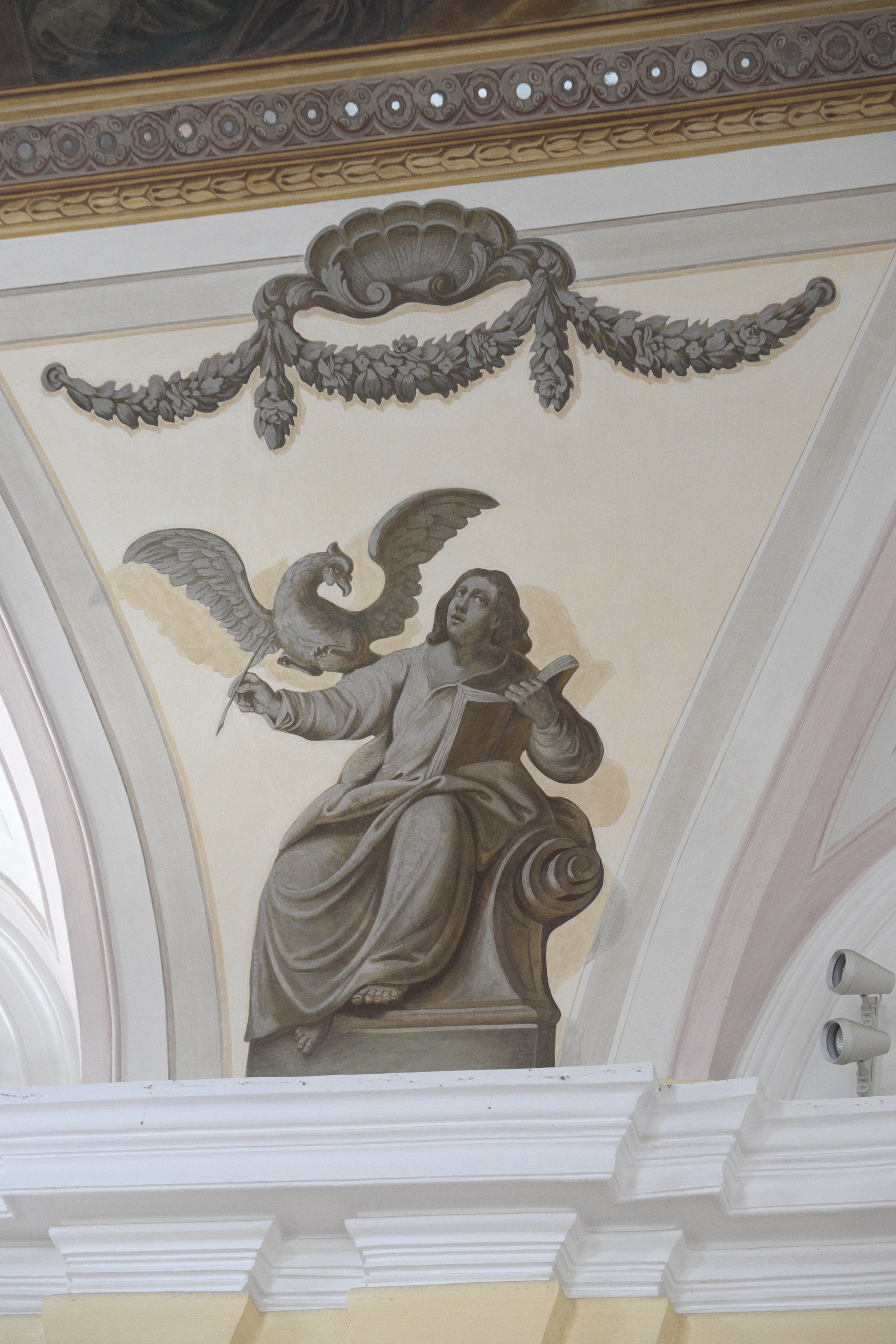
Evangelist Johannes
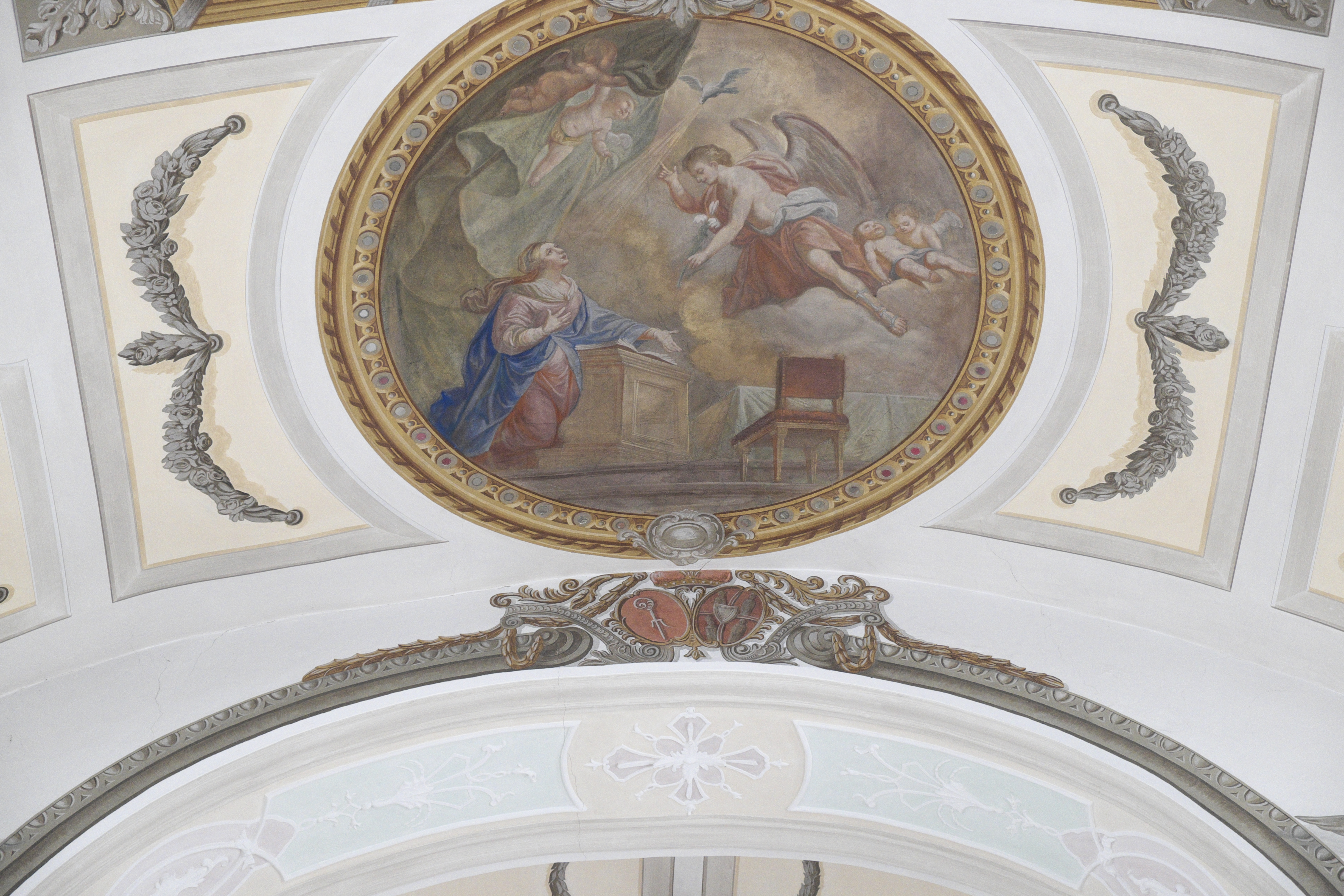
Verkündigung

## Bleiglasfenster
Im Chor sind zwei neubarocke Bleiglasfenster eingebaut. Auf den Scheiben sind von Medaillons gerahmt links der heilige Josef und rechts Maria, die Schutzpatronin der Kirche, dargestellt. Auf zwei Fenstern im Langhaus ist auf der linken Seite die Verkündigung und auf der rechten Seite die Krönung Mariens zu sehen.

## Apostelleuchter
Wie auch die gemalten Rahmen der Deckenbilder sind die Weihekreuze mit kleinen Rundspiegeln besetzt. Insgesamt sind fast 900 Spiegel im Kirchenraum angebracht. Über den Apostelleuchtern sind in Grisailletechnik die Büsten der Apostel gemalt.

## Ausstattung

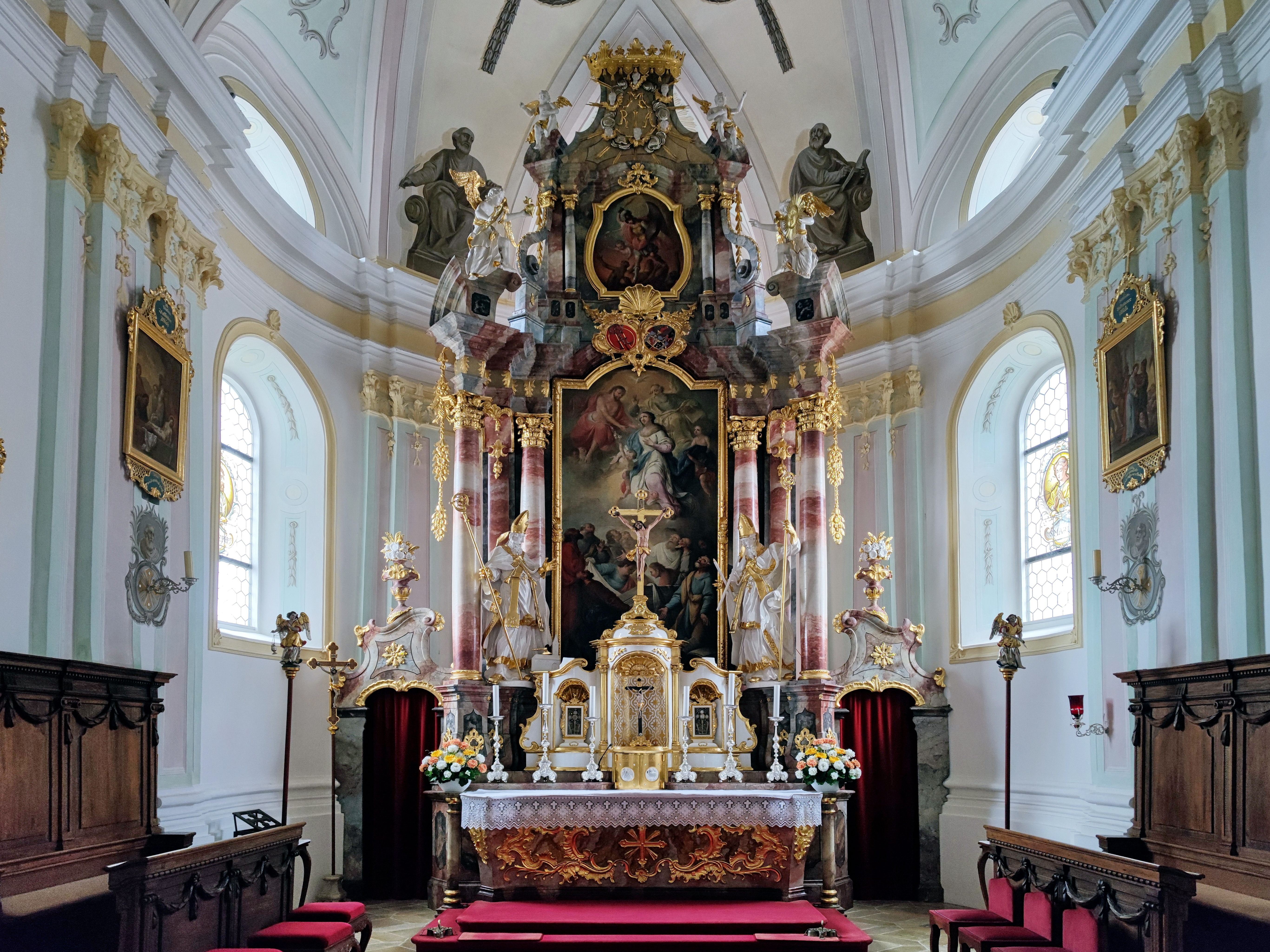
Hochaltar

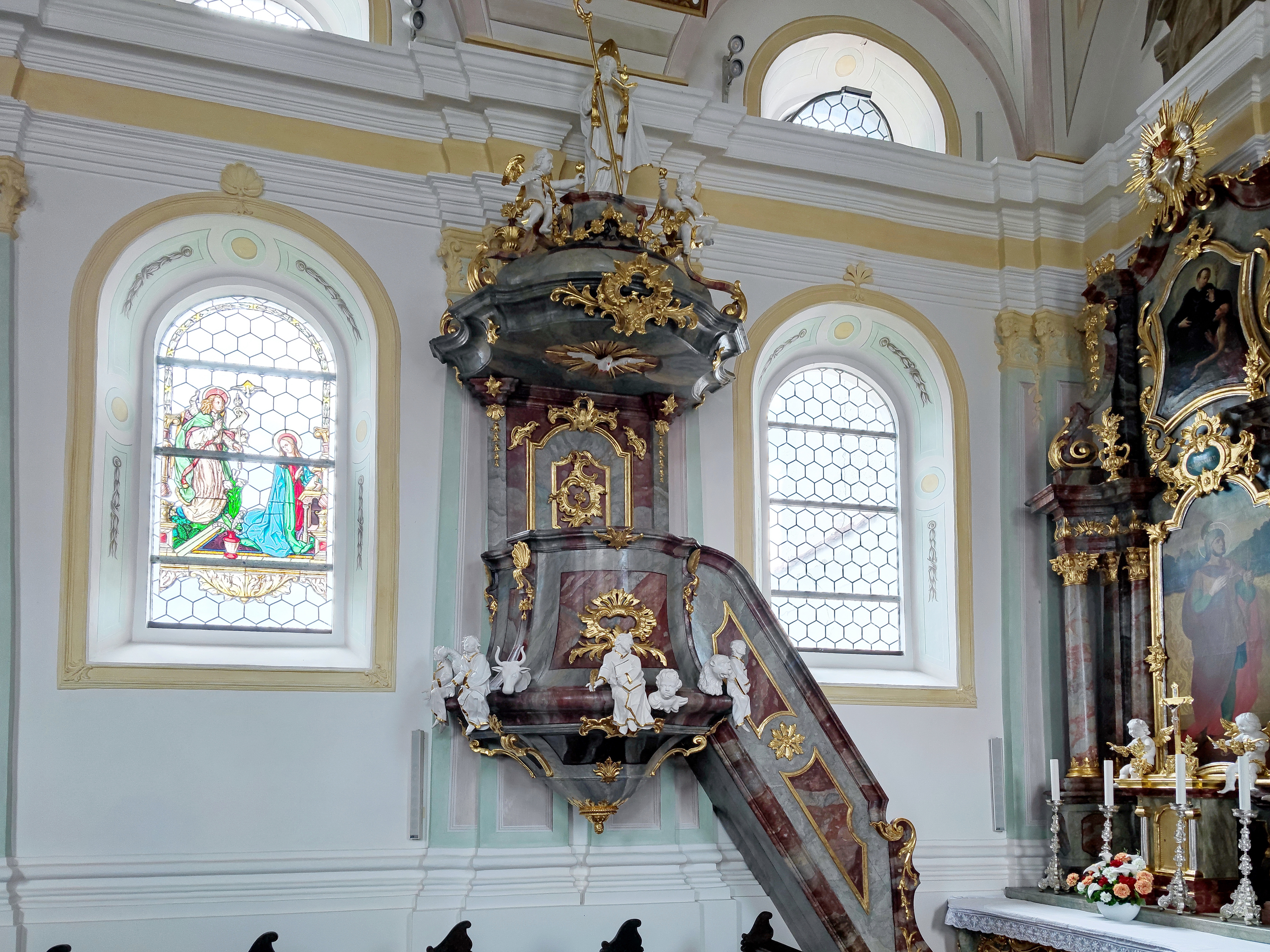
Kanzel

- Der von vier Säulen und zwei Pilastern mit Halbsäulen gerahmte Hochaltar ist eine Arbeit des frühen Rokoko aus der Zeit um 1745. Der Altartisch ist mit einem vergoldeten Schnitzornament verziert. Das Altarblatt wurde vermutlich von Matthias Schiffer ausgeführt und ist dem Patrozinium der Kirche, der Himmelfahrt Mariens, gewidmet. Über dem Gemälde prangt das Wappen von Katharina von Aham zu Neuhaus, die von 1723 bis 1757 Äbtissin des Klosters Niedermünster war. Auf dem Auszugsbild sieht man den Erzengel Michael, der Luzifer stürzt. Auf den drehbaren Seiten des Tabernakels aus der Mitte des 18. Jahrhunderts sind die Szenen der Verkündigung, der Geißelung und der Dornenkrönung gemalt. Das Altarkreuz stammt aus der zweiten Hälfte des 18. Jahrhunderts. Die beiden weiß-gold gefassten Assistenzfiguren stellen den heiligen Wolfgang von Regensburg und den heiligen Blasius, einen der Vierzehn Nothelfer, dar. Die weit ausladenden Gebälkstücke sind mit ebenfalls weiß-gold gefassten Engelsfiguren besetzt. Die seitlichen Durchgänge werden von Vasen bekrönt.
- Die Seitenaltäre wurden um 1750/60 geschaffen. Die Auszugsbilder, am nördlichen Altar der heilige Leonhard, am südlichen Altar Gottvater, wurden vermutlich ebenfalls von Matthias Schiffer gemalt. Das Gemälde des nördlichen Seitenaltars mit der Darstellung des heiligen Sebastian stammt aus der zweiten Hälfte des 19. Jahrhunderts.
- Am südlichen Seitenaltar steht in einem Rokokoschrein die aus dem 16./17. Jahrhundert stammende, wieder ergänzte und neugefasste Tonstatuette des Gnadenbildes der Madonna mit Kind. Die verloren gegangene Figur des Jesuskindes wurde erneuert.
- Die Kanzel, eine Arbeit aus der Zeit um 1760, ist mit vergoldeten Rocailleschnitzornamenten verziert. Der Kanzelkorb ist mit den weiß-gold gefassten Figuren der vier Evangelisten und ihren Symbolen besetzt. Der Schalldeckel wird von einer ebenfalls weiß-gold gefassten Schnitzfigur eines Bischofs, die bereits in der zweiten Hälfte des 15. Jahrhunderts entstand, bekrönt. Die Figur wird auch als heiliger Augustinus von Hippo interpretiert, Kirchenvater und Verfasser der Augustinusregel, nach der die Augustiner-Chorherren ihr Leben ausrichten.
- Die Chorschranken stammen ebenfalls aus der Zeit um 1760 und sind mit Rocailleschnitzereien versehen.
- Das Chorgestühl wurde um 1800 geschaffen und ist im Stil des Klassizismus mit Girlanden verziert.
- Die Kirchstuhlwangen weisen Laub- und Bandelwerkschnitzereien im Stil des frühen Rokoko auf.
- Die auf Leinwand gemalten Kreuzwegbilder wurden um 1740/50 ausgeführt.
- Zwei Prozessionsstangen tragen Engelsfiguren im Stil des Rokoko.
- Die spätgotischen Schnitzfiguren der heiligen Barbara und der heiligen Katharina sind aus der neben der Kirche auf dem Friedhof stehenden Seelenkapelle übernommen. Sie werden um 1480 datiert.
- Die Figur der Madonna mit Kind an der südlichen Langhauswand ist vermutlich eine Arbeit aus der Zeit um 1500.
- Die Votivtafeln mit der Darstellung des Gnadenbildes und die in Votivkästen aufbewahrten Votivgaben erinnern an die Bittgesuche der Wallfahrer. Das älteste Votivbild ist mit der Jahreszahl 1690 bezeichnet. Die Votivgaben stammen aus der Zeit von 1700 bis 1780.

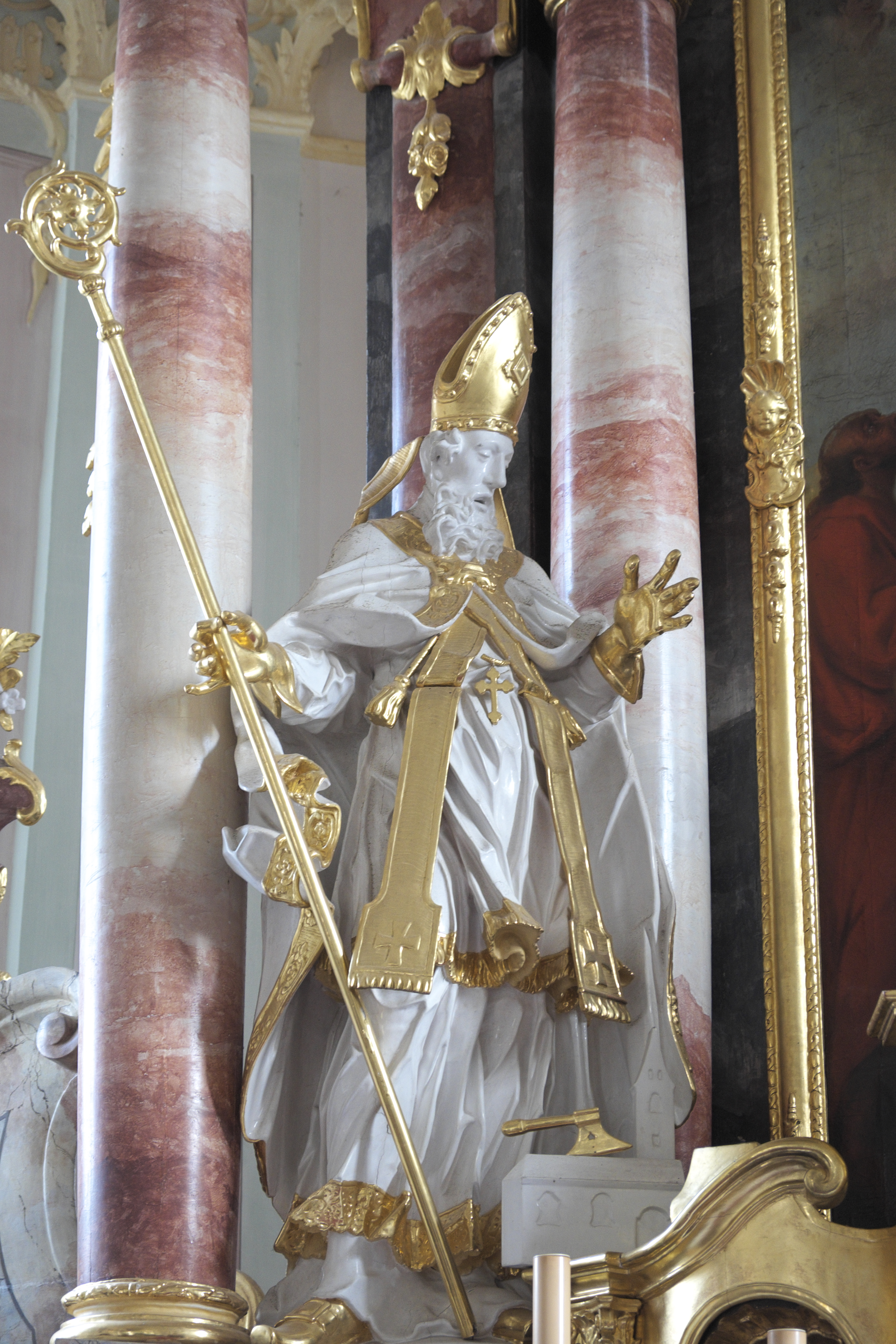
Heiliger Wolfgang am Hochaltar
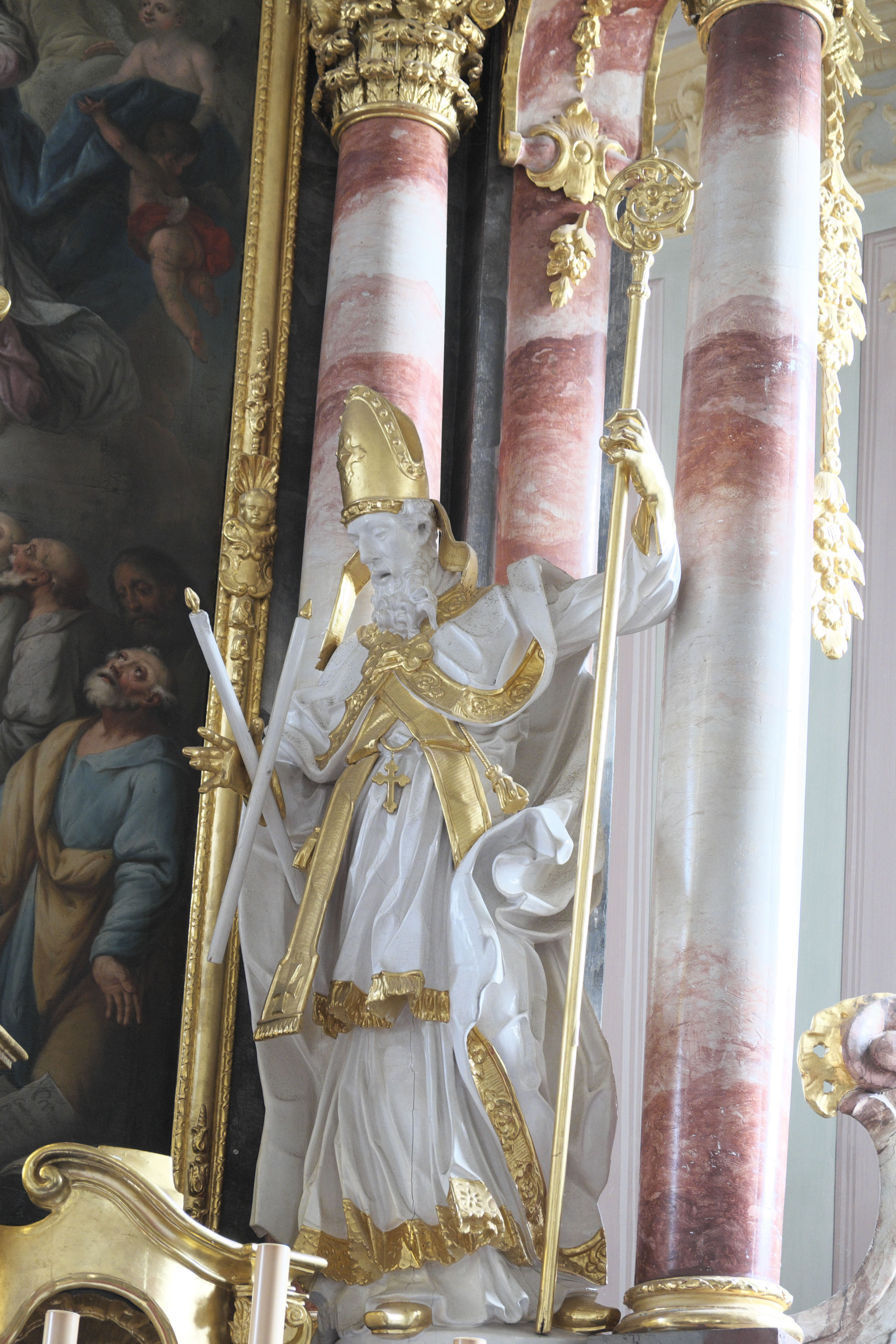
Heiliger Blasius am Hochaltar
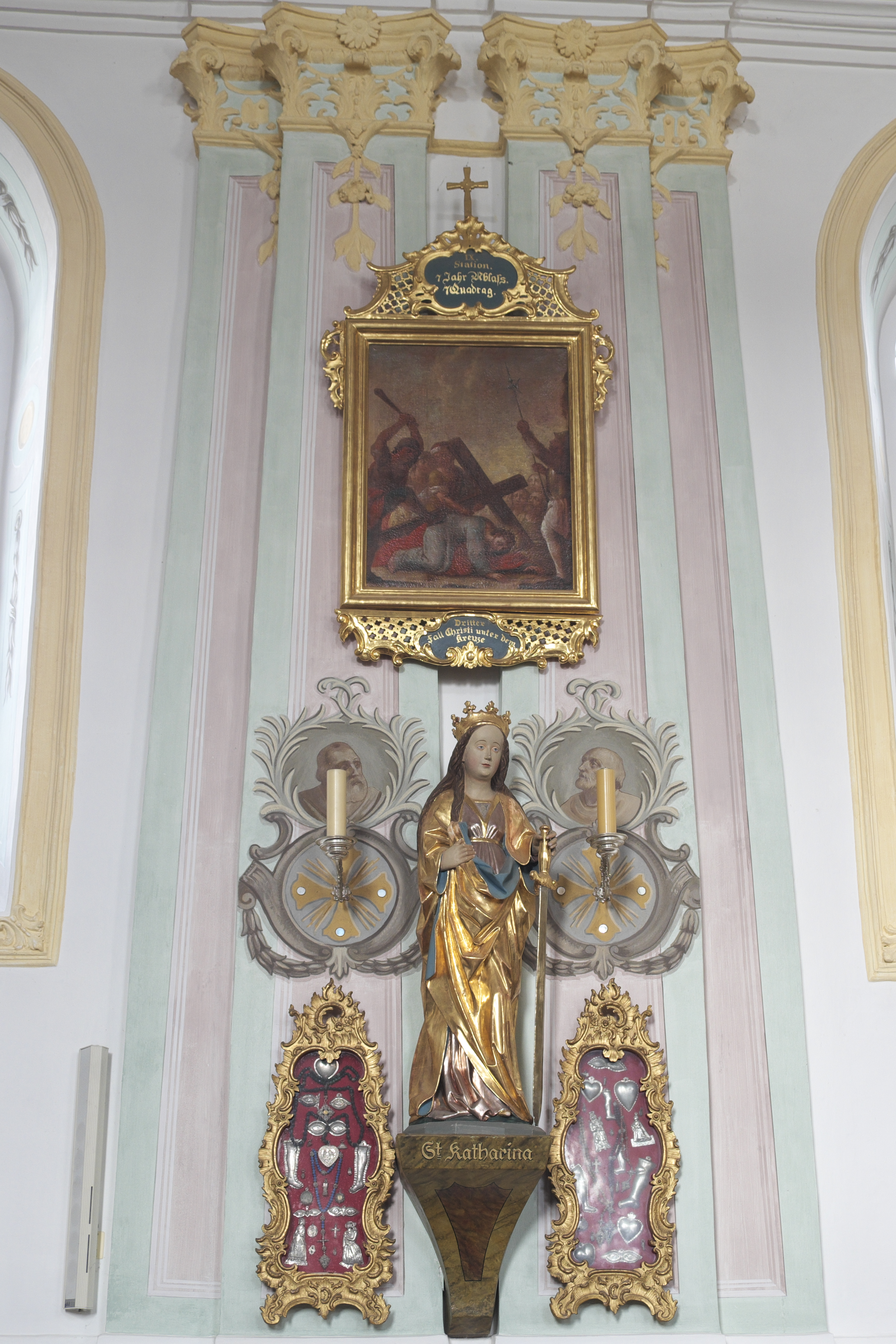
Heilige Katharina, umgeben von Votivkästen und Apostelleuchtern
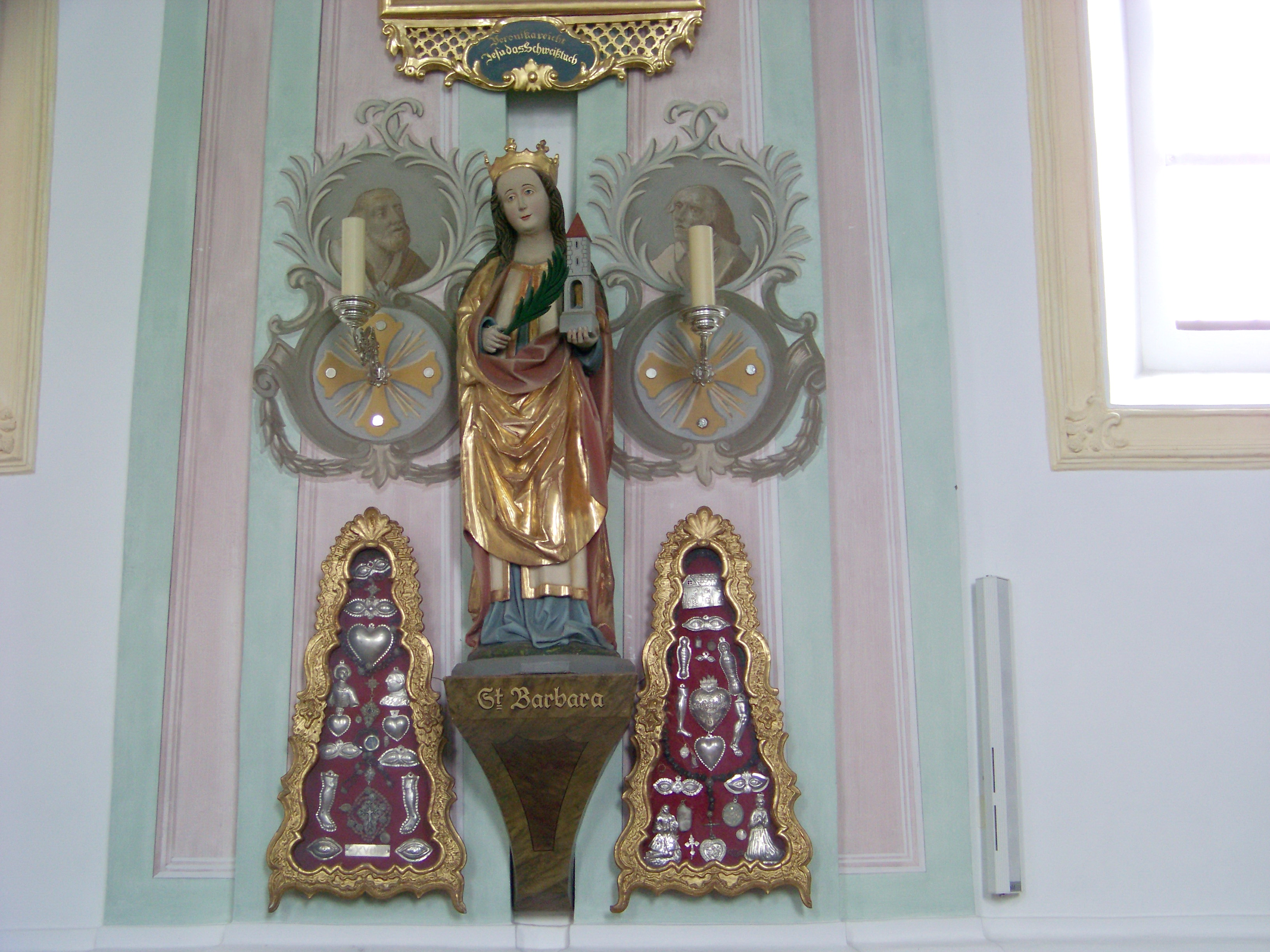
Heilige Barbara, umgeben von Votivkästen und Apostelleuchtern
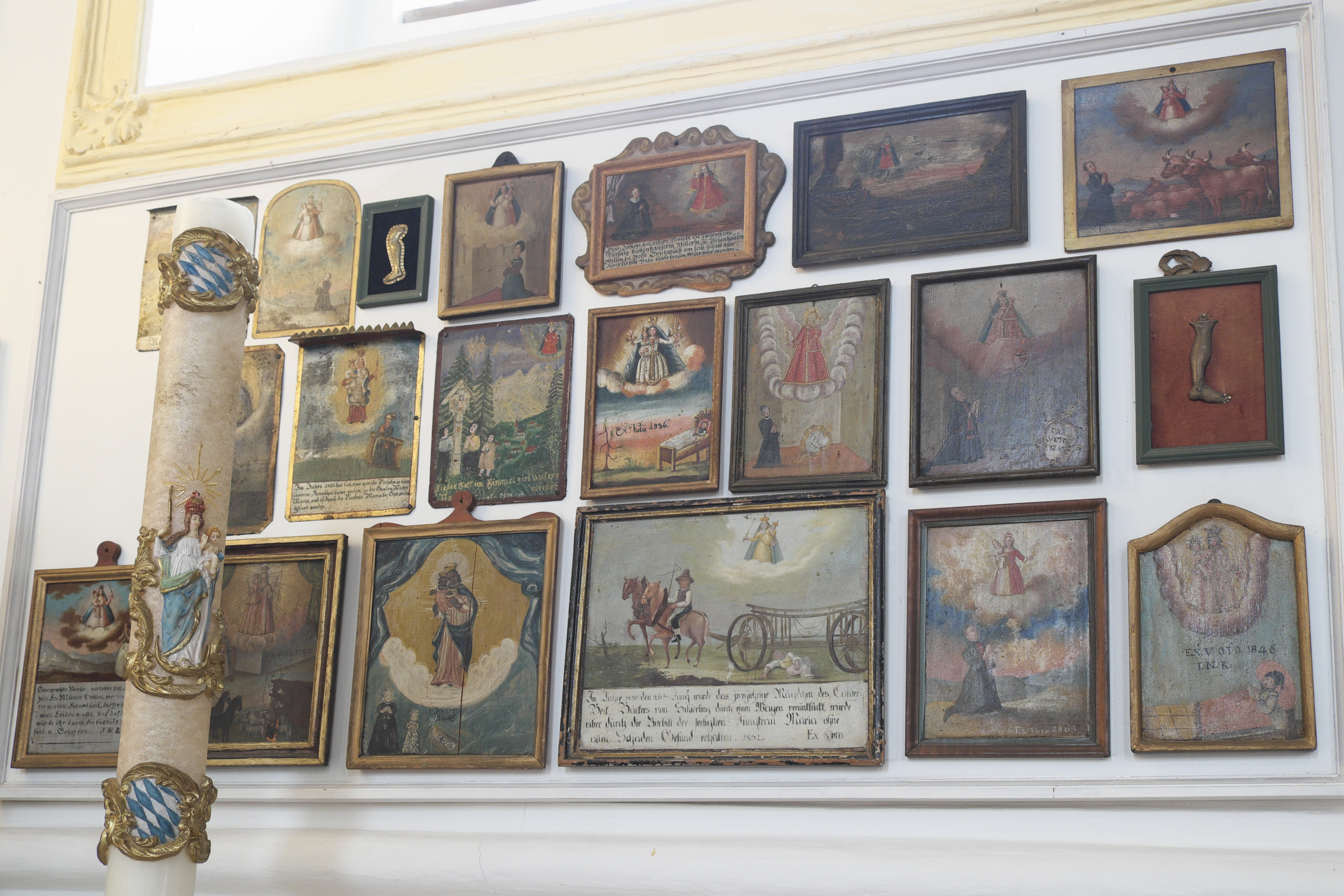
Votivtafeln

## Orgel

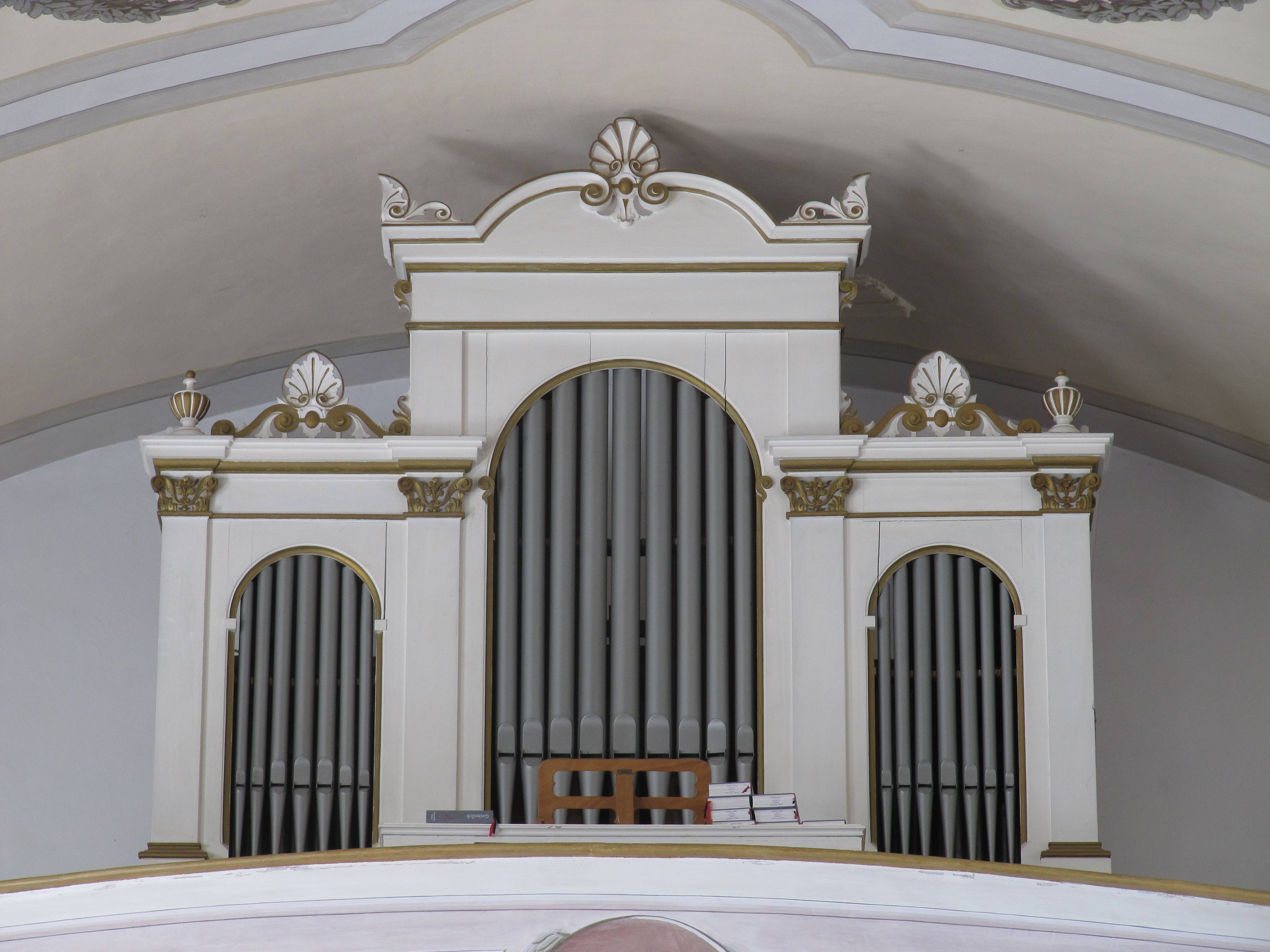
Orgel

Im Jahr 1890 wurde durch die in Pfaffenhofen an der Ilm ansässige Orgelbaufirma von Martin Binder eine neue Orgel eingebaut. 1929 wurde eine Reparatur der Orgel durchgeführt.